# Med amerikansk Fart
Med amerikansk Fart er en amerikansk stumfilm fra 1921 af E. Mason Hopper.

## Medvirkende
- Tom Moore som Terence Giluley
- Helene Chadwick som Philena Mortimer
- DeWitt Jennings som Mr. Mortimer
- Grace Pike som Mrs. Mortimer
- Hardee Kirkland som Carswell Sr
- Darrell Foss som Carswell Jr